# Lancelot de Lusignan
Lancelot de Lusignan (Cipro, 1406 circa – Ginevra, tra il 6 aprile e l'agosto 1451) è stato uno pseudocardinale cipriota.

## Biografia

### Infanzia ed educazione
Lancelot de Lusignan, talvolta indicato come Lanzelot, nacque a Cipro attorno al 1406. Era figlio illegittimo di Philippe de Lusignan, fratello di Giano di Lusignano, re di Cipro, e di una donna rimasta ignota; suo padre non si sposò mai. Suo zio era il cardinale Hugues de Lusignan.
Ben presto venne avviato alla carriera ecclesiastica, seguendo l'esempio dello zio, per cui si recò in Italia, dove cominciò a studiare presso l'Università degli Studi di Padova. Lì conobbe Pietro del Monte, giurista, umanista e futuro vescovo; era presente alla laurea dell'amico, avvenuta il 15 agosto 1433, dove è indicato come illustrissimus et magnifiscus dominus Lancellottus de Cipro, consanguineus regis. Lancelot, invece, terminò gli studi nel 1436, conseguendo il dottorato in diritto canonico.

### A Roma ed al seguito dello zio
Tra il 1420 ed il 1421, papa Martino V gli concesse una dispensa super defectum natalium, permettendogli di prendere gli ordini minori, così ricevette la tonsura ecclesiastica come chierico di Nicosia. Il 4 luglio 1428 è menzionato per la prima volta nei registri pontifici come Lanzilottus nobilis viri Filippi de Lusignano natus, clericus Nicosiensis e, tre mesi dopo l'arrivo dello zio cardinale a Roma, il pontefice rinnovò l'assoluzione per l'illegittimità, permettendogli altresì di essere promoveri ad omnes ordines et recipere et retinere beneficia etiamsi canonicatus vel dignitatis.
La stessa bolla, con la quale vennero legittimati anche i suoi cugini Guy e Phoebus, ci conferma che Lancelot avesse già vent'anni, l'età richiesta per diventare canonico. Nello stesso anno, egli accompagnò suo zio nei suoi viaggi per l'Europa, venendo indicato con la dignità di referendario apostolico. Il 23 novembre 1434, papa Eugenio IV lo nominò protonotario apostolico, anche se in molti documenti è indicato come semplice notarius.

### Episcopato
Il cardinale de Lusignan riuscì ad intercedere, ottenendo per il nipote l'amministrazione della sede episcopale di Nemosia, talvolta indicata con il nome di Limassol, nel 1436. L'11 agosto dello stesso anno, Lancelot ricevette la terza assoluzione per illegittimità legata al diritto di essere promosso ad omnes ordines etiamsi episcopales et archiepiscopales, permettendogli così di accedere a queste dignità se eletto. Infine, suo zio intervenne con papa Eugenio IV per ottenere per suo nipote volentes regi et tibi de alicuius subventionis auxilio providere, ed il papa accolse la richiesta il 28 agosto successivo. Nel documento, Lancelot è indicato come magister, notarius papae, canonicus Nicosiensis, nepos cardinalis Tusculani e celricus Nicosiensis, notarius papae, nobilis, nepos cardinalis. In una clausola è espresso come il merito della nomina sia dovuto allo zio e che gli spettasse una pensione annua di 300 fiorini. Non si hanno notizie riguardo alla consacrazione episcopale.
Probabilmente accompagnò Hugues de Lusignan anche nel suo primo viaggio a Cipro nello stesso 1436, facendo ritorno in Occidente soltanto nel 1438. Il 2 maggio 1438, papa Condulmer lo trasferì alla sede episcopale di Pafo. In quel periodo, Lancelot si trovava a Ferrara con suo zio o come suo rappresentante, anche se alcune fonti affermano che si trovasse alla Corte degli Este fin dal febbraio precedente. Risulta invece che il 1º settembre dell'anno medesimo si trovasse in Curia a Roma.
Nel maggio 1440 si recò a Pinerolo, venendo citato come Lancelottus de Lusignano episcopus, protonotarius, dominus helemosinarius et commissarius cardinalis de Cipro. Il 9 luglio successivo viene menzionato come Lancelottus de Lusignano notaris et commendatarius seu administrator eccl. Paphenis in una bolla che assegna l'incarico di scribanus Paphensis a Filippo Sulogani.

### Alla corte dell'antipapa Felice V
Nel 1440, insieme a suo zio, aderì all'obbedienza dell'antipapa Felice V, eletto da alcuni ecclesiastici scismatici al Concilio di Basilea che tacciavano papa Eugenio IV di simonia ed eresia. Hugues e Lancelot si recarono quindi a Genova e firmarono il trattato fra la Repubblica ligure ed il Regno di Cipro l'8 aprile 1441. Nella prima metà del 1442, appare in diversi atti a Pinerolo come locumtenes e decretorum doctor, protonotarius, nepos cardinalis Tuscolani. Il 5 agosto dello stesso anno suo zio morì e progressivamente Lancelot, che aveva trentasei anni, ottenne molti dei suoi benefici.
Cominciò ad occupare un ruolo di sempre maggior rilievo: al servizio dell'antipapa; come consigliere e ministro di suo figlio, il duca Ludovico di Savoia; come abate commendatario di Notre Dame de Pignérol, succedendo a suo zio su richiesta del consilium communae, che Felice V gli concesse il 7 marzo 1443, affidandogli l'amministrazione perpetua vacans per obitum Ugonis episcopi Tusculani vulgarier nuncupati cardinalis de Cipro, prendendone possesso l'11 maggio.
L'11 marzo 1443, firmò come protonotario apostolico il contratto di fidanzamento tra Carlotta di Savoia e Federico di Sassonia a Losanna, poi decaduto con la morte del promesso sposo. Il 30 luglio e il 14 dicembre dello stesso anno, egli appare come esecutore in due documenti riguardanti un canone e una pensione, entrambi nella diocesi di Ginevra. Fu rettore di Santa Maria di Ferrania nella diocesi di Alba dal 25 gennaio 1444 fino al 7 novembre 1448. Il 3 marzo 1444, partecipò alle esequie di Filippo di Savoia, conte di Ginevra e fratello del duca Ludovico di Savoia, celebrato nell'Abbazia di Altacomba.
Lancelot de Lusignan si era ormai stabilito definitivamente presso la Corte sabauda, vivendo fra le regioni del Piemonte e della Savoia, assieme ad un gruppo consistente di altri ciprioti, e questo per diverse motivazioni: anzitutto di legame dinastico, essendo sua cugina Anna di Cipro moglie del duca Ludovico, fatto che rende anche facile capire il perché si sia schierato dalla parte di Felice V, al secolo Amedeo VIII e padre del duca regnante; la sua vicinanza intellettuale alla corrente ed a molti esponenti dell'Umanesimo; il fatto che si trovasse maggiormente a proprio agio in un ambiente vicino alla mentalità occidentale, piuttosto che a Cipro, più vicino all'oriente.
A causa della sua obbedienza a Felice V, papa Eugenio IV lo depose dalla sede episcopale di Pafo il 20 marzo 1444, privatus... qui adhaeret Felicem antipapam Amedeum ducem Sabaudiae.
Tra il 25 gennaio ed il 5 febbraio 1445, l'antipapa lo nominò patriarca titolare di Gerusalemme, ricevendo anche la iurisdictio super prioratum Sancti Sepolchri ad Annecy. A testimonianza di ciò, una bolla (25 gennaio), in cui figura come esecutore, assieme allo pseudocardinale Jean d'Arces, arcivescovo metropolita di Tarantasia, lo cita come patriarca e legatus apostolicu e legatus specialis papae. Il 22 aprile 1445, firmò in primo luogo il famoso trattato super non alienationem ducatus: Lancelotus patriarcha Hyeroslimintanusin conventu O.P. Gebennensis, mentre il giorno successivo, 22 aprile, firmò l'atto di fidanzamento tra Margherita di Savoia ed Adolfo di Gheldria.
Nel giugno 1446 figura in curia residens, mentre il 16 novembre ed il 13 dicembre si trovava a Ginevra, firmando un atto a favore del capitolo della cattedrale di Losanna. Nel biennio tra 1446 e 1447, partecipò alle difficili trattative riguardanti la dote di Margherita di Savoia che, divenuta vedova del conte Luigi III d'Angiò, aveva sposato il conte Ludovico IV del Palatinato nell'ottobre 1445.

### Cardinalato
L'antipapa Felice V creò cardinale Lancelot de Lusignan nel suo ultimo concistoro, avvenuto in data imprecisata prima di agosto 1447, assegnandogli il titolo presbiterale di San Lorenzo in Damaso, vacante dal 2 giugno 444, data di morte dello pseudocardinale polacco Aleksander Ziemowit, principe-vescovo di Trento. Poco dopo la sua promozione, si dimise dal patriarcato titolare di Gerusalemme. Egli appare come cardinale nei documenti emessi dall'antipapa dal 19 agosto 1447 fino al febbraio 1449, mentre negli atti di Pinerolo, per la prima volta il 29 dicembre 1447. Il 28 giugno 1448, fu testimone del duca Ludovico in una concessione a François de Grilly, ciambellano pontificio, nonché di un altro atto firmato il 14 novembre successivo.
Nel dicembre del 1448, il duca Luigi lo incaricò delle transizioni con Giovanni I di Monaco per l'acquisizione di Roccabruna e Mentone, che sfociarono nel trattato firmato a Torino dallo pseudocardinale il 19 dicembre dello stesso anno. Il trattato era molto importante per la Savoia perché dava al ducato un'uscita verso il mare più vicina rispetto a Nizza. Nel febbraio del 1449, invece, condusse a Milano i negoziati che portarono alle Conventiones cum communitate Mediolanensis. Da qui si recò poi a Genova, dove risiedeva in casa di Simone da Moneta; in suddetta città ingaggiò Raffaele Adorno, Barnaba Adorno e Pietro Spinola per rovesciare il doge Lodovico Fregoso; i tre promisero che, una volta al potere, sarebbero intervenuti a Cipro per salvaguardare i diritti di sua cugina Anna. Sua zia Agnes de Lusignan, che era alla corte dei Savoia, non doveva essere a conoscenza del piano perché rientrò a Cipro nell'ottobre di quell'anno; il 23 di quel mese, il cardinale legato le diede un documento che la autorizzava a viaggiare cum toto suo apparato universaque familia, equis, bahutis, valesiis, vestibus, iocalibus, libris, auro, argento monetato et non monetato, veysella, litteris financiis et aliis rebus.

#### Cardinale o pseudocardinale?
Il 7 aprile 1449, Felice V si riconciliò con papa Niccolò V, ritornando Amedeo di Savoia, venendo nominato cardinale vescovo di Sabina, Decano del Collegio Cardinalizio e legato apostolico in tutti i territori che lo avevano riconosciuto antipapa al momento della sua abdicazione, in primo luogo Savoia e Piemonte. Il pontefice confermò anche gli atti dell'antipapa, per cui ai prelati elevati al cardinalato da Felice V fu chiesto di domandare una nuova nomina da parte del papa. Non vi è alcuna notizia che Lancelot abbia mai chiesto di essere confermato cardinale da papa Niccolò V, ma ciò non lo esclude poiché è menzionato come cardinale in documenti ecclesiastici e laici datati 17 e 25 luglio, 14 agosto, 4 e 13 ottobre, novembre 7 e 19 dicembre 1449.
Il 27 luglio dello stesso anno il duca Ludovico di Savoia si rivolge a lui come notre cher ami et cousin Lancelot de Lusignan cardinal de Chypre, nominandolo arbitro nella disputa tra Giovanni IV d'Armagnac ed il delfino del Viennois Luigi II, poi divenuto Luigi XI di Francia. I primi tre pseudocardinali che fecero la richiesta, Louis Aleman (che era stato creato da papa Martino V), Guillaume-Hugues d'Estaing e Louis de La Palud, furono confermati nel concistoro del 19 dicembre 1449. Nel frattempo si era verificata una rottura, di cui non si conosce la ragione, tra Lancelot de Lusignan e l'ex antipapa. La Chronica Latina Sabadiae riferisce: Amadeus abstulit capellum Lanceloti de Lusignano cardinalis de Cipro, quem propter sua demerita, in Montecalieri, cum honore ecclesiastico depositavit et privavit. Questa cronaca è stata scritta prima del 27 marzo 1450, perché in quella data, il cardinale legato Amedeo di Savoia nomina Enrico degli Aliberti come abate commendatario di Santa Maria di Pinerolo, insistendo in vari atti che Lancelot de Lusignan demeritis exigentibus privatus dicto monasterio et quibuscumque aliis beneficiis ecclesiasticis que in titulum et in commendam obtinebat, et inhabilis declaratus, prout in sententia per nos lata, cuis tenorum hic haberi pro sufficienter expresso, hec et alia plenius continetur.
Lancelot non accettò la perdita dei suoi benefici e nello stesso 1450 ottenne in commendam l'Abbazia di Fruttuaria; dichiarandosi ancora come cardinale di Cipro. Non è chiaro se il cardinale Amedeo di Savoia avesse ricevuto il diritto di privarlo del cardinalato, riservato solo al pontefice. Lancelot continuò a definirsi cardinale anche un anno dopo la sua presunta deposizione, e diversi documenti provano che abbia conservato questa dignità: in una lettera dell'amico umanista Francesco Filelfo del 1º febbraio 1451; in documenti di marzo ed aprile dell'anno medesimo di Casa Savoia e della diocesi di Losanna; in un atto del 18 marzo 1451, si narra che il duca Ludovico rende omaggio a Giorgio di Saluzzo, vescovo di Losanna, alla presenza del reverendissimus in Christo Lancelottus de Lusignano, cardinalis de Chypro vulgaiter nuncupatus; un altro atto, datato 6 aprile 1451, ha in primo luogo la firma del reverendissimus dominus Lancelotti de Lusignano, cardinalis de Chypro
Di contro, non esiste alcuna prova certa che abbia ricevuto la conferma od una nuova nomina da papa Niccolò V, visto che nei documenti pontifici riguardanti Pinerolo, viene indicato solo come notarius papae olim abbas.

### Morte
Non esistono documenti che attestino la morte di Lancelot de Lusignan, ma si può ipotizzare che sia avvenuta tra il 6 aprile e la metà di agosto 1451 a Ginevra, all'età di circa quarantacinque anni, presso la Corte dei Savoia. A conferma di ciò, una bolla papale che porta la data del 20 ottobre successivo, parlando di lui, utilizza il termine quondam, indice del fatto che fosse già trapassato. L'ex antipapa, invece, lo aveva preceduto nella morte all'inizio dell'anno, il 7 gennaio. Probabilmente, Lancelot venne sepolto a Ginevra, ma non permangono altre notizie.

## Ascendenza
|                                 |   |                                  | Genitori                           |  |  | Nonni |  |  | Bisnonni        |  |  | Trisnonni          |  |
|                                 |   |                                  |                                    |  |  |       |  |  | Ugo IV di Cipro |  |  | Guido di Lusignano |  |
|                                 |   |                                  |                                    |  |  |       |  |  | Ugo IV di Cipro |  |  | Guido di Lusignano |  |
|                                 |   | Eschiva d'Ibelin                 |                                    |  |  |       |  |  | Ugo IV di Cipro |  |  |                    |  |
| Giacomo I di Cipro              |   |                                  |                                    |  |  |       |  |  | Ugo IV di Cipro |  |  |                    |  |
|                                 |   | Alice d'Ibelin                   | Guido d'Ibelin                     |  |  |       |  |  |                 |  |  |                    |  |
|                                 |   | Alice d'Ibelin                   | Guido d'Ibelin                     |  |  |       |  |  |                 |  |  |                    |  |
|                                 |   | Alice d'Ibelin                   | Isabella d'Ibelin                  |  |  |       |  |  |                 |  |  |                    |  |
| Filippo di Lusignano            |   | Alice d'Ibelin                   |                                    |  |  |       |  |  |                 |  |  |                    |  |
|                                 |   | Filippo di Brunswick-Grubenhagen | Enrico II di Brunswick-Grubenhagen |  |  |       |  |  |                 |  |  |                    |  |
|                                 |   | Filippo di Brunswick-Grubenhagen | Enrico II di Brunswick-Grubenhagen |  |  |       |  |  |                 |  |  |                    |  |
|                                 |   | Filippo di Brunswick-Grubenhagen | Eloisa d'Ibelin                    |  |  |       |  |  |                 |  |  |                    |  |
| Helvis di Brunswick-Grubenhagen |   | Filippo di Brunswick-Grubenhagen |                                    |  |  |       |  |  |                 |  |  |                    |  |
|                                 |   | Helvis di Dampierre              | Oddone di Dampierre                |  |  |       |  |  |                 |  |  |                    |  |
|                                 |   | Helvis di Dampierre              | Oddone di Dampierre                |  |  |       |  |  |                 |  |  |                    |  |
|                                 |   | Helvis di Dampierre              | Isabella di Lusignano              |  |  |       |  |  |                 |  |  |                    |  |
| Lancillotto di Lusignano        |   | Helvis di Dampierre              |                                    |  |  |       |  |  |                 |  |  |                    |  |
|                                 | … | …                                |                                    |  |  |       |  |  |                 |  |  |                    |  |
|                                 | … | …                                |                                    |  |  |       |  |  |                 |  |  |                    |  |
|                                 | … | …                                |                                    |  |  |       |  |  |                 |  |  |                    |  |
| …                               | … |                                  |                                    |  |  |       |  |  |                 |  |  |                    |  |
|                                 |   | …                                | …                                  |  |  |       |  |  |                 |  |  |                    |  |
|                                 |   | …                                | …                                  |  |  |       |  |  |                 |  |  |                    |  |
|                                 |   | …                                | …                                  |  |  |       |  |  |                 |  |  |                    |  |
| …                               |   | …                                |                                    |  |  |       |  |  |                 |  |  |                    |  |
|                                 |   | …                                | …                                  |  |  |       |  |  |                 |  |  |                    |  |
|                                 |   | …                                | …                                  |  |  |       |  |  |                 |  |  |                    |  |
|                                 |   | …                                | …                                  |  |  |       |  |  |                 |  |  |                    |  |
| …                               |   | …                                |                                    |  |  |       |  |  |                 |  |  |                    |  |
|                                 |   | …                                | …                                  |  |  |       |  |  |                 |  |  |                    |  |
|                                 |   | …                                | …                                  |  |  |       |  |  |                 |  |  |                    |  |
|                                 |   | …                                | …                                  |  |  |       |  |  |                 |  |  |                    |  |
|                                 |   | …                                |                                    |  |  |       |  |  |                 |  |  |                    |  |